# 三不老胡同
39°56′22″N 116°22′39″E / 39.9393068°N 116.3775093°E
三不老胡同是位于中国北京市西城区东北部的一条胡同。

## 简介
三不老胡同东起德胜门内大街，西到棉花胡同；其东口连接弘善胡同西口，西口连接航空胡同东口，中段与南侧的花枝胡同交汇。三不老胡同，明朝称“三保老爹胡同”，簡稱“三保胡同”。明朝初年，三保太监郑和的府第在该胡同，故得名。清朝《帝京岁时纪》载：“什物珍奇，三不老带来西域。”可见「保」字被反切念為「不老」，「三保」已讹称为“三不老”。胡同名也改称“三不老胡同”，沿用至今。郑和的居所，中华人民共和国成立以后改为全国政协宿舍，1950年代在此处兴建了两栋红砖楼，故全貌已毁，只残余部分建筑。